# El Uali Mustafa Sayed
Al-Walī Mustafa Sayyid (en árabe, الولي مصطفى سيد), El Uali Mustafa Sayed, Chej El Uali Chej Ma El Ainin Mustafá Sayed o Lulei, como sus amigos le habían apodado de forma cariñosa, (Bir Lehlu, Sahara español; 1948 – Mauritania; 1976) fue un joven revolucionario y líder nacionalista saharaui. Fundador del Frente Polisario en 1973 y elegido como secretario general durante el segundo congreso del partido, celebrado un año más tarde. Proclamó la formación de la República Árabe Saharaui Democrática (RASD), el 27 de febrero de 1976, meses antes de su muerte.

El Uali pasó de ser un pastor de cabras en los campamentos del desierto, a convertirse en un líder carismático y alma del movimiento por la independencia del Sáhara. Consiguió dejar un legado que perdura en el libro de la historia. 

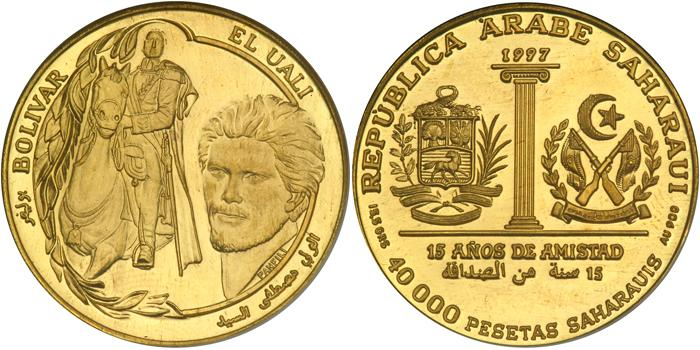
Moneda de 40 000 pesetas saharauis conmemorativa de las relaciones entre Venezuela y el Sáhara Occidental con la efigie de El Uali.

## Biografía

### Primeros años
El Uali nació en 1948, en algún lugar de la hammada del desierto mauritano, entre Bir Lehlu y Agyeiyimat, en el seno de la tribu Erguibat. Este joven de familia numerosa y nómada creció en un entorno siempre en movimiento, rodeado de ganado camellar y en la búsqueda continua de gotas de lluvia. Sin embargo, una prolongada sequía y el inicio de la guerra de Ifni Sahara en 1957, entre el Ejército de Liberación Marroquí y el ejército español y francés, en el Sáhara Occidental, les arrojó a él y a su familia primero a Zag y poco después a Tan-Tan, un pequeño asentamiento, entonces en el territorio español de Cabo Juby e incorporado a Marruecos en 1958, situado en la zona de Tekna.
Sumidos en una situación de pobreza, en la cual, tan solo dos de los miembros del núcleo familiar, su madre y uno de los hermanos mayores, aportaban dinero, subsistían gracias a la caridad y a los donativos. En 1962 y aún con esta difícil situación interpersonal, El Uali y su hermano pequeño comenzaron sus estudios primarios en Tan-Tan. Con un frecuente absentismo escolar motivado por la situación familiar, finalmente, El Uali pudo terminar la primaria, y gracias a una beca concedida por el gobierno marroquí, comenzar una nueva etapa escolar como alumno interno en el Lycée Ben Youssef, de Marrakesh. Poco tiempo después, fue expulsado y, obligado por las necesidades, regresó a Tan-Tan donde empezó a trabajar como obrero, pero su actitud frente a otros trabajadores hijos de refugiados saharauis, le valió el despido.
En 1965, consiguió otra beca para volver al instituto, esta vez en Taroudant. Allí, conoció y entabló una estrecha relación con Mohammed Lamine Ould Ahmed, figura importante en la futura RASD, y comenzó con mucho interés a acercarse al mundo de la política. Dos años más tarde, en 1967 ingresó en el Groupement Scolaire Mohammed V, en Rabat, y en el año 1970 se graduó con mérito, consiguiendo plaza para entrar a la universidad.

### Formación universitaria
Inició su vida universitaria en la facultad de Derecho de la Universidad Mohamed V de Rabat, apoyado con una beca. Allí se reunió con su amigo Mohammed Lamine y se encontró con otros miembros de la diáspora saharaui, impregnándose del ambiente revolucionario. Se convirtió en un nuevo activista de la causa saharaui, influenciado en gran medida por los eventos sangrientos ocurridos en Zemla, durante el verano de 1970. A partir de ese momento, dio inicio su lucha en pos del Sáhara. Viajó por Europa, participó en debates, estableció contactos con otros saharauis implicados activamente en la causa y se reunió con líderes de diferentes partidos políticos afincados en Marruecos, como el partido del Istiqlal, la Unión Nacional de Fuerzas Populares (UNFP) o el Partido de la Liberación y del Socialismo, donde además militó. A ellos les pidió apoyo en su lucha por un Sáhara independiente de las garras de los colonizadores y apoyo para la creación de un nuevo Movimiento Embrionario por la Liberación de Saguia el Hamra y Río de Oro, cuyo ideal había nacido en colaboración con otros compañeros. Sin embargo, y en boca de El Uali, solo consiguió un «diálogo de sordos».
En 1971, El Uali junto con otros dos amigos realizó un viaje que les llevó por El Aaiún para conocer de primera mano la situación política. Un año después, ya en Tan-Tan, fue detenido, encarcelado y torturado, en dos ocasiones, tras haber protagonizado varias manifestaciones. Ese mismo año, abandonó la carrera universitaria para dedicarse enteramente a la política, bajo una premisa: «Marruecos jamás apoyaría un Sáhara libre».

### Creación del Frente Polisario
Tras el descubrimiento de esta gran verdad, se decidió a crear su propio partido político. Se reunió con otros grupos saharauis del interior del territorio, para pedir su apoyo en la creación del nuevo partido. Primero viajó a Argelia donde recibió una continuada negativa por respuesta hasta 1975, y posteriormente se dirigió a Zouerate (Mauritania). Aquí El Uali se congregó con otros personajes saharauis de Argelia, Marruecos, Mauritania y el Sáhara Español durante la celebración del primer congreso del partido, donde nacería el Frente Polisario (10 de mayo de 1973). El Uali fue el encargado de redactar el «Primer Manifiesto Político del Partido» o «Programa de Acción Nacional», cuya cabecera dice así:

«Una vez comprobado que el colonialismo quiere mantener su dominación sobre nuestro pueblo árabe, intentando aniquilarlo por la ignorancia, la miseria,(…). Ante el fracaso de todos los métodos pacíficos utilizados, (…) el Frente Popular de Liberación de Saguia El Hamra y Río de Oro, nace como la expresión única de las masas, que opta por la violencia revolucionaria y la lucha armada como medio, para que el pueblo saharaui, árabe y africano, pueda gozar de su libertad total y enfrentar las maniobras del colonialismo español»

Siguiendo tal manifiesto, El Uali participó en la primera operación de la guerra de guerrillas contra el Ejército español, en el puesto militar de El-Khanga. Libia les había prestado apoyo financiero, así como armamentístico. Sin embargo, la primera operación no resultó exitosa y durante los siguientes dos años, el partido se centró en rearmar y reforzar bien la guerrilla. A finales de 1975 la autoridad militar española, y gracias a los acuerdos alcanzados con la guerrilla polisaria, era efectiva sólo en las ciudades costeras. El Frente Polisario había conseguido calar entre las masas, convirtiéndose en un enemigo fuerte y afamado, cuya figura principal destacaba. Está considerado por tanto entre los combatientes del desierto como un caudillo guerrillero audaz e indómito en el liderazgo, gran táctico-estratega, e incluso en el aspecto de la lucha y combate cuerpo a cuerpo, como un formidable guerrero.

### Exilio, presidencia y guerra
No obstante, tras la Marcha Verde y después de los Acuerdos de Madrid del 14 de noviembre de 1975, en los que España accedió a la división del Sahara Español entre Marruecos y Mauritania, los ejércitos de estos dos países invaden el Sáhara Occidental provocando el éxodo de gran parte de su población, primero al interior del desierto, y después a la ciudad de Tinduf e inmediaciones argelinas. El Uali traicionado por Mauritania y Marruecos, busca refugio en el gobierno argelino, el cual viéndose discriminado por los acuerdos, decide brindar todo su apoyo al Frente Polisario. A principios del nuevo año 1976, El Uali proclama la República Árabe Saharaui Democrática (RASD). 
Con la creación de esta nueva República, El Uali se convierte en el primer presidente del gobierno, representando así a los refugiados exiliados en los campamentos. Se trata de una persona carismática, con fuertes habilidades comunicativas puestas de manifiesto en favor de la causa saharaui. Sus discursos, las entrevistas con la prensa, con diferentes líderes o comisarios de la ONU, sin duda facilitaron la creación y el mantenimiento de la lucha por un Sáhara libre. Se había ganado el respeto y el reconocimiento por parte de sus compatriotas. El 20 de mayo de 1976, poco antes de su muerte, daría un discurso bajo un halo de seguridad, un sentimiento panarabista ensombrecido por la traición de Marruecos y Mauritania frente al colonialismo, y siguiendo los patrones del discurso árabe con la repetición, la argumentación cíclica y la reiteración del tema principal, sin perder sus raíces y dándole un cierto tono dramático.

### Muerte en combate
El Frente Polisario, con nuevas armas procedentes de Libia y Argelia, recrudece la guerra de guerrillas, empleando la táctica razzia contra los ejércitos marroquíes y mauritanos, quienes gracias a Francia y España habían visto incrementada su fuerza. En una de sus últimas incursiones en Nuakchot, El Uali junto con más guerrilleros saharauis bombardean con morteros el Palacio Presidencial, situado en la capital mauritana. Durante la retirada y perseguidos por tropas mauritanas, la guerrilla se divide, y un grupo encabezado por El-Uali se dirige hacía un lugar cercano a Benichab, con la intención de hacer reventar las instalaciones que abastecían de agua a la capital del país. Sin embargo, y rodeados por fuerzas mauritanas son abatidos. Sayed murió a los 28 años, el 9 de junio de 1976 por una herida mortal, a causa de un disparo en la cabeza. Su cuerpo fue llevado de vuelta a Nuakchot y enterrado en secreto, en un terreno militar. Después de su muerte, su compañero y amigo Mahfoud Ali Beiba, pasaría a ocupar sus cargos, como presidente de la RASD y como secretario general del Frente Polisario.
El Lulei es considerado un mártir (shahīd) y héroe nacional por el pueblo saharaui. Todos los 9 de junio se conmemora el Día de los Mártires, una festividad que la RASD estableció, y en la que se honra la memoria de todos los saharauis caídos en la guerra por la independencia.

## Diplomacia por un Sáhara Independiente
Consciente de los acontecimientos ocurridos y viendo su querida tierra cada vez más cercada por los brazos marroquíes y mauritanos, el mismo día que se proclama la RASD, El Uali escribe dos cartas dirigidas a los máximos líderes de estos dos países. En ellas, expresa su disconformidad y trata de incitar alguna respuesta positiva en la región. 
En un primer momento, firma una carta para el presidente de la República Islámica de Mauritania, Moktar Ould Daddah, donde trata de persuadirle para que rompa las alianzas con Marruecos y termine la guerra. «Comprometer al pueblo mauritano en una guerra contra su hermano saharaui, guerra cuya consecuencia solo sufren ellos, es una gran responsabilidad para aquél que tenga una conciencia». Dos semanas más tarde, es Hassan II, rey de Marruecos, quien recibe una misiva de El Uali. Este le insta a que vuelva la mirada hacia atrás, para recordar el tiempo en que ambos pueblos luchaban juntos. Para recordarle que esa alianza forjada tiempo atrás, ha sido él quien ha decidido romperla con sus decisiones. Y exigirle un Sáhara independiente «este pueblo debe gozar de su derecho a la autodeterminación y a la independencia». Desafortunadamente y a pesar del envío de estas dos misivas, los hechos ya han llegado demasiado lejos y parecen no tener retorno, ni líderes con voluntad de frenarlos.